# Стиль мовлення
Стиль мо́влення — це сукупність мовних засобів для вираження думок, об'єднаних змістом і цілеспрямованістю висловлювання. Стиль мовлення характеризується добиранням таких засобів із багатоманітних мовних ресурсів, які найкраще відповідають завданням спілкування між людьми в даних умовах. Стилі мовлення вивчає стилістика, один з розділів мовознавства.
Зазвичай виділяють 7 стилів мовлення, а саме:
- Розмовний (усне спілкування);
- Науковий (наукова інформація);
- Художній (більшість творів художньої літератури);
- Офіційно-діловий (документи);
- Публіцистичний (плакати, оголошення, газети і журнали);
- Конфесійний(сакральний).
- Епістолярний стиль мовлення(Листування)